# Rent (película)
Rent (conocida como Rent: Los bohemios en Argentina y Rent: Vidas extremas en México) es una película estadounidense estrenada el 23 de noviembre de 2005, dirigida por Chris Columbus y adaptada del musical de Broadway del mismo nombre. Detalla la lucha de un grupo de amigos que viven en el East Village de Nueva York en el cambio de décadas 1980-90. Para la producción se contó con seis de los actores originales de Broadway reinterpretando sus papeles.

## Argumento
La trama del film es casi idéntica a la del musical originado en Broadway, aunque hay varias diferencias entre ambas debido a la decisión del director de omitir varias canciones del musical original.
Tras una introducción con el elenco cantando "Seasons of Love", el film empieza en la Nochebuena de 1989, con unos arrendatarios (incluyendo a Roger y Mark, amigos que viven juntos) expresando su rabia porque el casero les pide que paguen la renta. Collins, excompañero de casa y amigo de Roger (Adam Pascal) y Mark (Antony Rapp), vuelve a la ciudad, y es atacado por tres hombres que le dejan todo tirado en un callejón mientras toda la avenida A entona "Rent". Benny, el casero y también excompañero de Mark y los otros, se ha casado con una mujer adinerada y les ofrece a Mark y Roger no pagar la renta  si pueden convencer a Maureen (exnovia de Mark) que no siga su protesta, la cual se realiza en el lugar que Benny quiere convertir en un ciber-estudio ("You'll See").
Angel Dumott Schunard, una travesti percusionista VIH-positiva, conoce a Collins, que también es VIH-positivo, en el callejón. Existe interés romántico en estos dos personajes. Más tarde, esa noche, Roger, está de duelo por la pérdida de su novia Abril, que se suicidó después de saber que era VIH-positivo, y canta su deseo de escribir un éxito duradero antes de que él mismo muera de SIDA ("One Song Glory"). Mimi, una bailarina exótica adicta a la heroína, entra en el departamento de Roger y coquetea con él ("Light My Candle"). Al día siguiente aparece Collins con una botella de vodka y avisa a Roger y a Mark que lo habían despedido de la universidad donde trabajaba, y presenta a Angel que les da dinero a Mark y Roger ("Today 4 U")
Después de que Angel invite a todos a una reunión con un grupo de SIDA, que Roger rechaza; Mark se dirige hacia donde Maureen protesta. Al llegar se encuentra con Joanne, la nueva pareja de Maureen ("The tango Maureen"). Una vez que se despide, Mark se tranquiliza, ya que Joanne sufre de lo mismo que él cuando estuvo con Maureen, su evidente infidelidad. Además, arregla su equipo para la presentación de esa noche. Luego se logra ver una escena de Mark llegando a la reunión de apoyo para la gente con SIDA, y luego de un episodio embarazoso con su cámara, comienza la reunión ("Life Support").
Inmediatamente después, comienza una escena de Mimi bailando en el club "Arañazo de Gato" donde canta "Out Tonight"; mientras la canción suena va caminando por las calles de Alphabet City y llega hasta el apartamento de Roger, donde se ve brutalmente rechazada por el orgulloso guitarrista ("Another Day"). Mientras sale avergonzada del apartamento, se encuentra con Angel, Collins y Mark que regresaban de la reunión y la consuelan. A la mañana siguiente, Roger se niega a hablar con Mark respecto al rechazo a Mimi, y Mark le explica su preocupación por su soledad y le vuelve a extender una invitación para el grupo de apoyo. Una vez finalizada la escena, entramos de nuevo a la reunión de apoyo, donde entonan junto con Mark "Will I". Minutos más tarde, Roger llega a la reunión y se une al canto. Acabada la canción, van al subterráneo donde planean mudarse a Santa Fe y abrir un restaurante.
Mark y Roger dejan a Angel y a Collins solos en la calle ya que tenían que acomodar algunos detalles para la presentación de Maureen, y entonces Angel demuestra su amor a Collins con la canción "I'll Cover You". La noche del mismo día, se ve a Roger alejando a Mimi del vendedor de heroína y a su difunta novia, y la invita a pasar la noche con él y los muchachos una vez que se termine la presentación de Maureen.

## Reparto
- Anthony Rapp como Mark Cohen.
- Adam Pascal como Roger Davis.
- Rosario Dawson como Mimi Marquez.
- Jesse L. Martin como Tom Collins.
- Wilson Jermaine Heredia como Angel Dumott Schunard.
- Idina Menzel como Maureen Johnson.
- Tracie Thoms como Joanne Jefferson.
- Taye Diggs como Benjamin "Benny" Coffin III.

### Actores secundarios
- Mackenzie Firgens como April Ericsson.
- Eleanor Columbus como la amiga de April.
- Sarah Silverman como Alexi Darling.
- Jennifer Siebel como Alexi.
- Aaron Lohr y Wayne Wilcox como Steve y Gordon.
- Daryl Edwards y Anna Deavere Smith como Sr. y Sra. Jefferson
- Kevin Blackton y Bettina Devin como Sr. y Sra. Johnson
- Joel Swetow y Randy Graff como Sr. y Sra. Cohen
- Chris Columbus (director de la película que hace un cameo en la misma) como hombre enojado del coche.

## Banda sonora

### CD 1
1. "Seasons of Love" (#33 US) - Joanne, Collins y elenco de RENT
2. "Rent" - Mark, Roger, Collins, Benny & Tenants
3. "You'll See" - Roger, Mark y Benny
4. "One Song Glory" - Roger
5. "Light My Candle" - Roger y Mimi
6. "Today 4 U" - Angel
7. "Tango: Maureen" - Joanne and Mark
8. "Life Support" - Gordon, Roger, Steve y elenco de RENT
9. "Out Tonight" - Mimi
10. "Another Day" - Roger, Mimi, Collins, Mark y Angel
11. "Will I?" - Steve, Gordon y Elenco de RENT
12. "Santa Fe" - Collins & Company
13. "I'll Cover You" - Angel y Collins
14. "Over The Moon" - Maureen

### CD 2
1. "La Vie Bohème" * - Elenco de RENT
2. "I Should Tell You" - Roger y Mimi
3. "La Vie Bohème B" * - Mimi, Mark, Angel, Collins, Maureen, Joanne y Roger
4. "Seasons of Love B" - Elenco de RENT
5. "Take Me Or Leave Me" - Maureen y Joanne
6. "Without You" - Mimi y Roger
7. "I'll Cover You (Reprise)" - Collins & Company
8. "Halloween" - Mark
9. "Goodbye Love" * - Mimi, Roger, Benny, Maureen, Joanne, Mark y Collins
10. "What You Own" - Roger y Mark
11. "Finale A" - Mimi y Roger
12. "Your Eyes" - Roger
13. "Finale B* " - Elenco de RENT
14. "Love Heals" - Elenco de RENT

## Enlaces
- Ficha de la película

- Datos: Q1049095